# 1890-ті у кіно

## Події
- 1890 - британським винахідником Вільямом Фризе-Гріном в Гайд-парку в Лондоні вперше продемонстровано рухоме зображення на целулоїдній плівці.
- Вільям Діксон завершує роботу над циліндрами для кінетоскопа в лабораторії Томаса Едісона. «Monkeyshines, No. 1» стає першим фільмом знятим за цією системою і взагалі першим американським фільмом.
- Вільям Діксон керує будівництвом першої кіностудії Black Maria у Вест Оранжі, Нью-Джерсі. Ця кіностудія знімала короткометражні фільми 1890-тих
- 20 травня — Томас Едісон демонструє фільм Привітання Діксона на прототипі горизонтального кінетографа
- 24 серпня — Томас Едісон патентує кінокамеру. Патент він отримав аж 1897.
- Закінчено вдосконалення кінетоскопа, додано підтримку ширшої кіноплівки. Він стає головним технічним винаходом для німого кіно до 1909.
- Макс Складановський вдосконалює камеру і знімає цього ж року перший метраж, однак незвичайний формат картинки унеможливлює показ до появи біоскопічного проектора у кінці 1895
- 14 лютого — перша публічна демонстрація кінетоскопу
- По всій Америці відкриваються кінетотеатри, оснащені кількома кінетоскопами
- Французький інженер-винахідник Леон Гомон засновує кіностудію Gaumont Pictures

## Фільми
- 1890 в кіно — фільми
- 1891 в кіно — фільми
- 1892 в кіно — фільми
- 1893 в кіно — фільми
- 1894 в кіно — фільми
- 1895 в кіно — фільми
- 1896 в кіно — фільми
- 1897 в кіно — фільми
- 1898 в кіно — фільми
- 1899 в кіно — фільми

## Персоналії
- 1890 в кіно — персоналії
- 1891 в кіно — персоналії
- 1892 в кіно — персоналії
- 1893 в кіно — персоналії
- 1894 в кіно — персоналії
- 1895 в кіно — персоналії
- 1896 в кіно — персоналії
- 1897 в кіно — персоналії
- 1898 в кіно — персоналії
- 1899 в кіно — персоналії